# Psilopygida crispula
Psilopygida crispula is een vlinder uit de familie van de nachtpauwogen (Saturniidae), uit de onderfamilie van de Ceratocampinae.
De wetenschappelijke naam van de soort is voor het eerst gepubliceerd door Paul Dognin in 1905.
De soort komt voor in Brazilië, Bolivia en Argentinië.